# Ломтадзе Михайло Нугзарович
Михайло Нугзарович Ломтадзе (груз. მიხეილ ნუგზარის ძე ლომთაძე, нар. 17 жовтня 1975, Батумі, Грузинська РСР, СРСР) — технологічний підприємець, інвестор, співзасновник, акціонер та голова правління Kaspi.kz, акціонер та голова наглядової ради об'єднаної компанії Kolesa Group.
Займає третю позицію рейтингу «50 найбагатших бізнесменів Казахстану» за версією Forbes Kazakhstan зі статками $3 900 млн 10-е місце у рейтингу «Найвпливовіші бізнесмени Казахстану». У 2021 році вперше включений до глобального списку мільярдерів Forbes зайнявши 956-е місце.

## Освіта
Михайло отримав ступінь BBA у ESM ((European School of Management) (Грузія)) у 1997 році та ступінь MBA у Harvard Business School у 2002 році.

## Рання кар'єра
1995—2000 — бувши студентом, заснував у Тбілісі аудиторську та консалтингову компанію Georgia Consulting Group Audit. У 2002 році компанія стала частиною глобальної мережі Ernst & Young.
2002—2004 — менеджер з інвестиційних проєктів Baring Vostok Capital Partners.
2004—2016 — партнер у Baring Vostok Capital Partners. Керував інвестиціями в компаніях: Європлан, Центр Фінансових Технологій та Каспійський банк.

## Kaspi.kz
З 29 травня 2006 року — член ради директорів Kaspi Bank, раніше АТ Банк «Каспійський».
З 24 липня 2007 до 20 листопада 2018 року — голова правління Kaspi Bank.
З 2018 року — акціонер та голова правління компанії АТ Kaspi.kz.
Екосистема Kaspi.kz, створена під керівництвом Михайла Ломтадзе, об'єднує низку сервісів для фізичних осіб та організацій роздрібної торгівлі. Крім стандартних банківських продуктів — депозитів, кредитів, платіжних переказів — пропонується інтернет-майданчик для купівлі-продажу товарів та банківська мобільна програма.
На думку оглядачів казахської ділової преси, Kaspi.kz під керівництвом Михайла Ломтадзе входить до найбільш успішних проєктів у Казахстані та відіграє вагому роль у процесі еволюції казахстанських банків другого рівня у маркетплейси.
21 лютого 2020 року президент Казахстану Касим-Жомарт Токаєв провів зустріч із В'ячеславом Кімом та головою правління Kaspi.kz Михайлом Ломтадзе, під час якої обговорювалася стратегія розвитку цифрових сервісів, перспективи зростання електронної комерції в Казахстані, а також плани компанії з підтримки бізнесу. Президент наголосив на важливості впровадження технічних інновацій у діяльності Kaspi.kz. Через рік, 26 лютого 2021 року президент Казахстану Касим-Жомарт Токаєв провів другу зустріч із засновниками Kaspi.kz В'ячеславом Кімом та Михайлом Ломтадзе, в ході якої були окреслені перспективні напрямки спільної діяльності державних органів та Kaspi.kz, у тому числі у питаннях розвитку безготівкових платежів у Казахстані.
У лютому 2021 року Михайло Ломтадзе взяв участь у пленарній сесії щорічного міжнародного форуму «Digital Almaty 2021: цифрове перезавантаження: ривок у нову реальність», на якій політичні лідери, керівники великих IT-компаній, а також міжнародні експерти обговорювали цифровий порядок денний Євразійського економічного союзу.
У січні 2022 року В'ячеслав Кім та Михайло Ломтадзе виділили 579 млн тенге на допомогу суб'єктам малого підприємництва, які постраждали під час заворушень в Алмати. Також підприємці передали 10 млрд тенге фонду "Народ Казахстану", діяльність якого спрямована на розв'язання проблем охорони здоров'я, освіти, соціальної підтримки, культури та спорту.

## Інші проєкти
2006—2010 — член правління російського Центру фінансових технологій.
У лютому 2013 року Михайло Ломтадзе спільно з В'ячеславом Кімом за 15 мільйонів доларів США придбав Kolesa Group, у якій став головою наглядової ради.
У березні 2017 року В'ячеслав Кім та Михайло Ломтадзе подарували проєкту «Аутизм може бути переможеним» капітально відремонтовану будівлю площею 1400 квадратних метрів.
У 2017 році Михайло Ломтадзе інвестував понад 1 млрд рублів у роздрібну мережу автомобілів з пробігом Automama.ru.
У травні 2019 року Михайло Ломтадзе увійшов до складу Консультативної ради Гарвардської Бізнес Школи по регіону Середньої Азії, Туреччини, Близького Сходу та Північної Африки.

## Нагороди
- Орден «Курмет» (22 грудня 2014 року) — за значний внесок у розвиток економіки та вітчизняної банківської системи.[37]
- Орден «Достык» (13 грудня 2021 року) — за значний внесок у соціально-економічний розвиток Казахстану.[38]
- З 2018 по 2021 роки — визнаний найкращим СЕО в Казахстані за версією Kazakhstan Growth Forum.[39][40][41]
- З 2019 по 2021 роки — визнаний найкращим керівником казахстанського бізнесу, за результатами дослідження, проведеного аудиторською компанією PricewaterhouseCoopers, — респонденти назвали голову правління Kaspi.kz лідером у використанні передових технологій у Казахстані, відзначаючи такі його якості як адаптивність, стратегічне бачення та клієнтоорієнтованість.[42][43][44]
- Медаль «Халық алғысы» (24 червня 2020 року) — за значний внесок у боротьбу з пандемією Covid-19.[45]
- У 2020 році вперше у своїй історії редакція журналу Forbes Kazakhstan оголосила лауреатами звання «Бізнесмен року» одразу двох підприємців — засновника Kaspi.kz В'ячеслава Кіма та голову правління компанії Михайла Ломтадзе.[46]